# Оволынгорт
Оволынгорт или Овалынгорт — село в Шурышкарском районе Ямало-Ненецкого автономного округа России.

## География
Расположена на правом берегу реки Сыня, возле впадения ручья Сакъюшсоим, в 221 км к юго-западу от города Салехарда и в 66 км к юго-западу от районного центра, села Мужи.
Памятник археологии Оволынгорт.
Ближайшие населенные пункты: Нымвожгорт 17 км, Тильтим и Овгорт — по 26 км.

## Население
| 1989 | 2002 | 2010 | 2021 |
| ---- | ---- | ---- | ---- |
| 41   | ↘36  | ↘26  | →26  |

Население 26 человек (2010 г.).

## История
С 2005 до 2022 гг. село входило в состав сельского поселения Овгортское, упразднённого в 2022 году в связи с преобразованием муниципального района в муниципальный округ.

## Инфраструктура
Семейно-родовая община «Оволынгорт»: оленеводство, охотпромысел, сбор дикоросов, рыболовство, туризм, пошив меха.

## Флора, фауна
В 1 км от села начинается ООПТ государственный природный заказник регионального значения «Сынско-Войкарский»